# Orthonectida
De Orthonectida vormen een kleine stam van eenvoudige meercellige dieren. Ze worden als parasieten gevonden in ongewervelde dieren in zeeën. Er zijn ongeveer 25 soorten beschreven, waarvan het meest bekend is over Rhopalura ophiocomae. Voorheen werden ze samen met de Rhombozoa in de Mesozoa geplaatst, maar onderzoek heeft uitgewezen dat dat niet terecht is, ze lijken meer verwant met de tripoblastische dan met dipoblastische dieren en de protozoa. Ze vormen geen tak van de platwormen en zijn niet nauwer verwant met de Rhombozoa dan met andere stammen.
Het is nog onzeker wat de fylogenetische positie van deze stam is.

## Taxonomie
- Familie Rhopaluridae Stunkard, 1937
  - Geslacht Ciliocincta
    - Ciliocincta akkeshiensis Tajika, 1979
    - Ciliocincta julini (Caullery and Mesnil, 1899)
    - Ciliocincta sabellariae Kozloff, 1965

  - Geslacht Intoshia
    - Intoshia leptoplanae Giard, 1877
    - Intoshia linei Giard, 1877
    - Intoshia major Shtein, 1953
    - Intoshia metchnikovi (Caullery & Mesnil, 1899)
    - Intoshia paraphanostomae (Westblad, 1942)
    - Intoshia variabili (Alexandrov & Sljusarev, 1992)

  - Geslacht Rhopalura
    - Rhopalura elongata Shtein, 1953
    - Rhopalura gigas (Giard, 1877)
    - Rhopalura granosa Atkins, 1933
    - Rhopalura intoshi Metchnikoff
    - Rhopalura litoralis Shtein, 1953
    - Rhopalura major Shtein, 1953
    - Rhopalura murmanica Shtein, 1953
    - Rhopalura ophiocomae Giard, 1877
    - Rhopalura pelseneeri Caullery & Mesnil, 1901
    - Rhopalura philinae Lang, 1954
    - Rhopalura pterocirri de Saint-Joseph, 1896
    - Rhopalura vermiculicola

  - Geslacht Stoecharthrum
    - Stoecharthrum burresoni Kozloff, 1993
    - Stoecharthrum fosterae Kozloff, 1993
    - Stoecharthrum giardi Caullery & Mesnil, 1899
    - Stoecharthrum monnati Kozloff, 1993
- Familie Pelmatosphaeridae Stunkard, 1937
  - Geslacht Pelmatosphaera
    - Pelmatosphaera polycirri Caullery and Mesnil, 1904